# Vojmir Vinja
Vojmir Vinja (* 12. November 1921 in Dubrovnik; † 15. Juni 2007 ebenda) war ein kroatischer Linguist, Romanist und Hispanist.

## Leben und Werk
Vinja war an der Universität Zagreb Schüler von Petar Skok. Ab 1947 war er Assistent, ab 1953 Dozent, ab 1958 Extraordinarius und von 1964 bis 1988 Ordinarius.

Vinja war ab 1991 Vollmitglied der Kroatischen Akademie der Wissenschaften und Künste.

## Werke
- Starofrancuski jezik i knjizevnost, Zagreb 1964
- Gramatika spanjolskog jezika. S osnovama spanjolsko-francusko-talijanskog usporedenja, Zagreb 1965, 1980, 1989, 1992, 1998
- Langenscheidtov univerzalni rječnik francusko-hrvatski, hrvatsko-francuski, Zagreb 1971, 1978, 1991
- Francusko-hrvatski rječnik prema Njemačko-francuskom rječniku dra Ernsta Erwina Lange-Kowala, Zagreb 1972
- (mit Ratibor Musanić) Spanjolsko-hrvatskosrpski rjecnik/Diccionario español-croataserbio, Zagreb 1971 (1132 Seiten), 1985
- (mit Rudolf Kožljan) Langenscheidtov univerzalni rječnik španjolsko-hrvatski, hrvatsko-španjolski, Zagreb 1972, 1979, 1987
- Jadranska fauna. Etimologija i struktura naziva, 2 Bde., Split 1986 (Fauna der Adria)
- Jadranske etimologije. Jadranske dopune Skokovu etimologijskom rjecniku, 3 Bde., Zagreb 1998–2004 (Adriatische Etymologien)
- (Hrsg. und Übersetzer) Dante, Nauk o pickom jeziku / De vulgari eloquentia. Tekst latinskog izvornika priredio, na hrvatski preveo i komentarom popratio, Zagreb 1998
- (Übersetzer) Ferdinand de Saussure, Tečaj opće lingvistike, Zagreb 2000 (Cours de linguistique générale)